# 上杉憲房 (南北朝時代)
上杉 憲房（うえすぎ のりふさ）は、鎌倉時代末期から南北朝時代にかけての武将。上杉氏3代当主。室町幕府初代将軍・足利尊氏やその弟・直義の母方の伯父。

## 略歴
永嘉門院蔵人、兵庫頭。鎌倉幕府打倒に功があり、元弘3年（1333年）12月29日に尊氏から伊豆国奈古屋郷の地頭職を与えられ、建武政権では雑訴決断所三番職員として勤めた。建武の乱が起きると上野国の守護となり、新田義貞を牽制する役を担った。尊氏と共に京都に進撃したが、北畠顕家・新田義貞の反撃を受けたため尊氏は九州へ逃走、京都四条河原の戦いにおいて尊氏を逃がすため戦死した。
子の憲顕は山内上杉家の、憲藤は犬懸上杉家のそれぞれ祖となった。　

### 古典
- 『尊卑分脈』n.d.。
- 『難太平記』n.d.。
- 『上杉家文書』n.d.。
- 『建武年間記』n.d.。
- 『比志島文書』n.d.。
- 『梅松論』n.d.。

### 主要文献
- 黒田基樹 編『関東管領上杉氏』戎光祥出版〈シリーズ・中世関東武士の研究 第一一巻〉、2013年。ISBN 978-4-86403-084-7。